# Tropical Medicine & International Health
Tropical Medicine & International Health ist eine wissenschaftliche Fachzeitschrift und publiziert Fachartikel aus dem Bereich Tropenmedizin. Sie ist im Jahr 1996 erstmals erschienen und das offizielle Organ des Federation of European Societies for Tropical Medicine and International Health (FESTMIH). Tropical Medicine & International Health wird im Auftrag von fünf europäischen tropenmedizinischen Institutionen herausgegeben:
- Bernhard-Nocht-Institut für Tropenmedizin, Hamburg
- Institute of Tropical Medicine, Antwerpen
- Foundation for Tropical and Geographical Medicine, Amsterdam
- London School of Hygiene & Tropical Medicine, London
- Schweizerisches Tropen- und Public-Health-Institut, Basel